# Cattedrale metropolitana dell'Immacolata Concezione (Manaus)
La cattedrale metropolitana dell'Immacolata Concezione, in lingua portoghese Catedral Metropolitana Nossa Senhora da Conceição), chiamata anche cattedrale metropolitana di Manaus, è una cattedrale cattolica che si trova nella città brasiliana di Manaus, nello stato di Amazonas.
È la chiesa madre della città, risalente alle missioni carmelitane, che nel 1695 eressero la prima chiesa di Nostra Signora.
La prima chiesa fu ricostruita dal presidente della provincia Manoel da Gama Lobo D'Almada, che la ingrandì. Tuttavia, questo nuovo edificio di culto fu distrutto da un devastante incendio nel 1850.
L'attuale chiesa è in stile neoclassico e la gran parte del materiale usato per erigerla proviene dall'Europa, specialmente dal Portogallo; le sei campane furono fuse in una fonderia portoghese, la cappella, il battistero e i tre altari sono di un calcare proveniente da Lisbona; le tegole provengono da Nova Rainha (oggi Parintins).
La chiesa fu aperta ufficialmente nel 1878 e nel 1892 fu eretta l'arcidiocesi di Manaus. La chiesa di Nostra Signora ebbe il titolo di cattedrale nel 1946.